# Paragabara secunda
Paragabara secunda là một loài bướm đêm trong họ Erebidae.